# باغجي بهمئي (الريف الشرقي)
باغجي بهمئي (بالفارسية: پاگچی‌بهمیی) هي منطقة سكنية تقع في إيران في قسم الريف الشرقي الريفي. يقدر عدد سكانها بـ 1,614 نسمة .